# Can Jan de Romans
Can Jan de Romans és una masia de Santa Maria de Palautordera (Vallès Oriental) inclosa a l'Inventari del Patrimoni Arquitectònic de Catalunya.

## Descripció
Masia de planta rectangular. Consta de planta baixa i un pis. La coberta és a dos vessants. La façana principal té una portalada de pedra amb dovelles, té la forma d'arc de mig punt. Hi ha finestres petites amb pedra, aquestes són d'arc pla. Hi ha també un rellotge de sol. Està arrebossada i pintada. Té un cos afegit que fa de galeria, aquest és posterior a la construcció de la casa. Està tota ella arreglada i un xic canviada.

## Història
Aquesta masia es troba a la vila de Romans, que està documentada des del 908 igual que la de Pinells. Aquesta és la masia més interessant, encara que al seu costat, a l'altre costat del camí hi ha la casa dels masovers, que és una gran masia també amb les mateixes característiques, un xic renovada i arreglada.